# Вольфсон, Давид
Давид Вольфсон (Вольфзон; 9 октября 1855 или 1856, Дорбяны, Ковенская губерния, Российская империя — 15 сентября 1914, Бад-Хомбург, Германская империя) — деятель раннего сионизма, соратник Теодора Герцля. После смерти Герцля — второй председатель Всемирной сионистской организации, также возглавлял Еврейский колониальный банк.

## Биография
Давид Вольфсон родился в местечке Дорбяны Тельшевского уезда Ковенской губернии (ныне Дарбенай, Литва), в семье меламеда Айзика Вольфсона и его жены Фейги. Получил традиционное еврейское образование. Переехав в 14 лет в Мемель (в это время Восточная Пруссия, куда родители отправили их с братом, чтобы избежать призыва в русскую армию), Вольфсон познакомился там с еврейскими общественными деятелями — раввином Исааком Рюльфом и издателем газеты «Ха-Магид» Давидом Гордоном. От них он почерпнул идеи о возвращении еврейского народа в Землю Израильскую, характерные для движения «Ховевей Цион». В 1887 году Вольфсон перебрался в Кёльн, где в 1894 году основал секцию «Ховевей Цион».
В Германии Давид Вольфсон познакомился с новаторскими сионистскими идеями Теодора Герцля. Их личная встреча состоялась в 1896 году, и Вольфсон, к тому моменту ставший успешным лесопромышленником, предложил Герцлю финансовую помощь. Он также занял сторону Герцля с его доктриной политического сионизма в спорах с традиционными палестинофилами на Бингенском съезде немецких сионистов в 1897 году. В процессе подготовки I Всемирного сионистского конгресса Вольфсон выдвинул два предложения, наложивших отпечаток на дальнейшую историю сионизма: принять в качестве эмблемы движения бело-голубое полотнище, символизирующее талит — еврейскую молитвенную накидку, и дать членскому взносу название «шекель». После I Всемирного сионистского конгресса Вольфсон возглавил работу по основанию Еврейского колониального банка, и когда это финансовое учреждение было создано, занял пост его директора.
Вольфсон, убеждённый сторонник политического пути к созданию еврейского государства, сопровождал Герцля на его встречах с германским кайзером Вильгельмом II и властями Османской империи. Личная преданность Вольфсона Герцлю стала причиной того, что во время обсуждения Угандской программы Вольфсон, принципиальный палестинофил, не выступил однозначно против идеи еврейского национального дома вдали от Земли Израильской. Их отношения стали настолько близкими, что Герцль перед смертью назначил Вольфсона опекуном своих детей, которым тот заменял отца до самой смерти. За несколько лет до кончины, в 1902 году, Герцль вывел Вольфсона в образе Давида Литвака в своём новом романе «Альтнойланд».
После смерти Герцля Вольфсон сохранил за собой роль одного из лидеров сионистского движения, пользуясь доверием как политических сионистов западного толка, так и «практических» сионистов из Восточной Европы — своих бывших соотечественников, — выступавших за непосредственное заселение Земли Израильской. На VII сионистском конгрессе он был избран в Малый исполнительный комитет в составе семи членов, в котором занял место председателя, возглавив таким образом Всемирную сионистскую организацию. Он также председательствовал на VIII сионистском конгрессе, где был вновь избран в состав Малого исполкома, на сей раз состоявшего только из трёх человек. До 1911 года Вольфсон оставался председателем Всемирного сионистского конгресса, в эти годы продолжая политику Герцля по поиску политических союзников в борьбе за создание еврейского государства. После неудачи своей попытки примирить политических сионистов с «практическими» и в связи с ухудшением состояния здоровья Вольфсон на X сионистском конгрессе сложил с себя полномочия председателя, сосредоточившись на работе в экономических структурах сионистского движения.
Давид Вольфсон скончался в Бад-Хомбурге в сентябре 1914 года. Его прах перевезён в Израиль в 1952 году и захоронен рядом с останками Теодора Герцля на горе Герцля в Иерусалиме. Архив Давида Вольфсона хранится в Национальной библиотеке Израиля, старое здание которой в своё время было построено на завещанные им средства. В 1937 году в память о Давиде Вольфсоне был переименован кибуц Тель-Амаль, получивший имя Нир-Давид.